# Grigore Constantinescu
Grigore Constantinescu (* 5. Dezember 1938 in Bukarest; † 21. Januar 2020) war ein rumänischer Musikwissenschaftler und -pädagoge.

## Leben
Constantinescu studierte von 1956 bis 1962 am Bukarester Konservatorium Musiktheorie und Solfège bei Ioan D. Chirescu und Victor Giuleanu, Harmonielehre bei Paul Constantinescu, Kontrapunkt bei Zeno Vancea, Komposition bei Mihail Jora, Tiberiu Olah und Dan Constantinescu, Orchestration bei Alfred Mendelsohn und Anatol Vieru, Musikgeschichte bei George Breazul, Folklore bei Emilia Comișel und Chorleitung bei Ion Vicol und Dumitru D. Botez. Danach besuchte er Kurse bei Igor Markevitch in Monte Carlo (Orchesterleitung und Musikanalyse), am Bartók-Seminar in Budapest (Musikwissenschaft) und beim Internationalen Musikseminar in Weimar. 1976 erlangte er an den Musikakademie Gheorghe Dima den Grad eines Doktors der Musikwissenschaft mit der Arbeit Diversitatea stilistică a melodiei în opera romantică.
Ab 1962 arbeitete Constantinescu als Redakteur für die Editura Muzicală, ab 1964 für die Zeitschrift Muzica. 1967 wurde er Dozent am Bukarester Konservatorium (heute Universitatea de Muzică București), wo er ab 1995 die Promotionsabteilung leitete. Daneben wirkte er an verschiedenen Radio- und Fernsehproduktionen mit und nahm zahlreiche weitere Funktionen wahr. Unter anderem war er Generaldirektor des Nationalen Kammerchores Madrigal, Vorstand im rumänischen Verband der Komponisten und Musikwissenschaftler (UCMR) und Gründungsmitglied der Stiftungen Remember Enescu und Ionel Perlea. 1990 wurde er Präsident der Uniunea Criticilor, Redactorilor și Realizatorilor din România und organisierte in dieser Eigenschaft zahlreiche Festivals und Wettbewerbe.
Neben mehr als 50 Nachschlagewerken zur rumänischen Musikwissenschaft verfasste Constantinescu u. a. Monographien über Komponisten und Dirigenten und Werke zur rumänischen Chormusik und zur Oper. In Anerkennung seiner Verdienste erhielt er mehr als 60 Auszeichnungen, darunter sechsmal den Preis des rumänischen Komponistenverbandes, das Ritter- und das Kommandeurskreuz des Kultur-Verdienst-Ordens (2008 bzw. 2011) und einen Ehrendoktortitel der Universitatea de Muzică George Enescu in Iași (2015).

## Schriften
- Dimitrie Onofrei, Monographie, 1970.
- Jazzul de André Hodeir (Übersetzung), 1970.
- Ghid de Operă (Coautor), 1971.
- Ghid de balet (Coautor), 1973.
- Cântecul lui Orfeu, 1976.
- Romantismul în prima jumătate a secolului XIX, 1980.
- Istoria muzicii și formele muzicale, Band 2 (Coautor), 1980.
- Istoria operei în date, 1980.
- Diversitatea stilistică a melodiei în opera romantică, 1980.
- George Enescu, viața și opera, schiță, 1981.
- Matei Socor, monografie. Ed. Enciclopedică, 1983.
- Margareta Metaxa, o voce a Operei Române, Monographie, 1987.
- Splendorile operei, dicționar de teatru liric, 1995.
- Madrigal sau Magia Sunetelor, 1996.
- Tudor Ciortea, Oglindirile unei vieți, Monographie, 1997.
- Dialoguri despre Preludiu, 1997.
- Istoria muzicii universale, 1600 – 1750 (Coautor), 1998.
- Primăvara muzicii – Corul de copii Radio la semicentenar, 2000.
- Verdi Nemuritorul von Valentin Teodorian (Vor- und Nachwort, Chronologie, Lektorat und Herausgabe), 2002.
- Trei decenii cu muzica, 2002.
- Dorin Teodorescu – Imaginile unui destin, Monographie, 2003.
- Lecturi cu... muzică, 2003.
- Splendorile operei, Dicționar de teatru muzical, 2. überarbeitete und ergänzte Ausgabe, 2005.
- Elemente de metodică a studiului și predării instrumentelor de coarde von Dan Nicolai Cumpătă (Vorwort, Lektorat und Herausgabe), 2005.
- O călătorie prin istoria muzicii, 2007.
- Iosif Conta – portret în dialog, 2007.
- Spledorile operei, dicționar de teatru muzical, 3. überarbeitete und ergänzte Ausgabe, 2008.
- Fascinația dansului (Coautor), 2009.
- Iulia Buciuceanu, un portret liric în dialog, 2011.
- Giuseppe Verdi, Monographie, 2009.
- George Enescu, Miszellen, 2009.
- Muzica, nimic mai simplu, 2010.
- Istoria muzicii în pas de dans, 2011.
- Nocturn și Diurn în muzică, Band 1, 2013.
- Gaetano Donizetti, 2013.